# Leucophlebia rosacea
Leucophlebia rosacea är en fjärilsart som beskrevs av Butler 1875. Leucophlebia rosacea ingår i släktet Leucophlebia och familjen svärmare. Inga underarter finns listade i Catalogue of Life.